# Place Claude-Goasguen
La place Claude-Goasguen est une voie située dans le 16e arrondissement de Paris, en France.

## Situation et accès
La place Claude-Goasguen est une voie publique située dans le 16e arrondissement de Paris. Elle se situe au croisement de l'avenue Alphonse-XIII, de la rue de l'Abbé-Gillet et de la rue Jean-Bologne.
Elle est desservie par la ligne 6 du métro à la station Passy.

## Origine du nom
Elle porte le nom de l'homme politique français Claude Goasguen (1945-2020), maire du 16e arrondissement entre 2008 et 2017.

## Historique
Sur proposition de l'opposition de droite, la majorité PS au Conseil de Paris vote en mars 2021 l’attribution de cette place au nom de l’ancien député-maire du 16e arrondissement, mort des suites de la Covid-19 l'année précédente.
Conseillère de Paris EELV, Alice Coffin s'oppose à cet hommage, évoquant, de la part de Claude Goasguen, « de multiples comportements et déclarations relevant du racisme, du sexisme, de l’homophobie, du classisme ». Le maire LR du 16e arrondissement Francis Szpiner réagit alors en accusant cette dernière de « cracher sur la mémoire » du défunt. Pour sa part, l'adjointe PCF à la maire de Paris chargée de la mémoire Laurence Patrice soutient cet hommage à « un élu républicain, là où il fut maire ». La délibération est adoptée par 82 voix, dont celle de la maire de Paris Anne Hidalgo.

## Bâtiments remarquables et lieux de mémoire
- La place donne sur le clocher de l'église Notre-Dame-de-Grâce de Passy, dont l'entrée principale est rue de l'Annonciation.

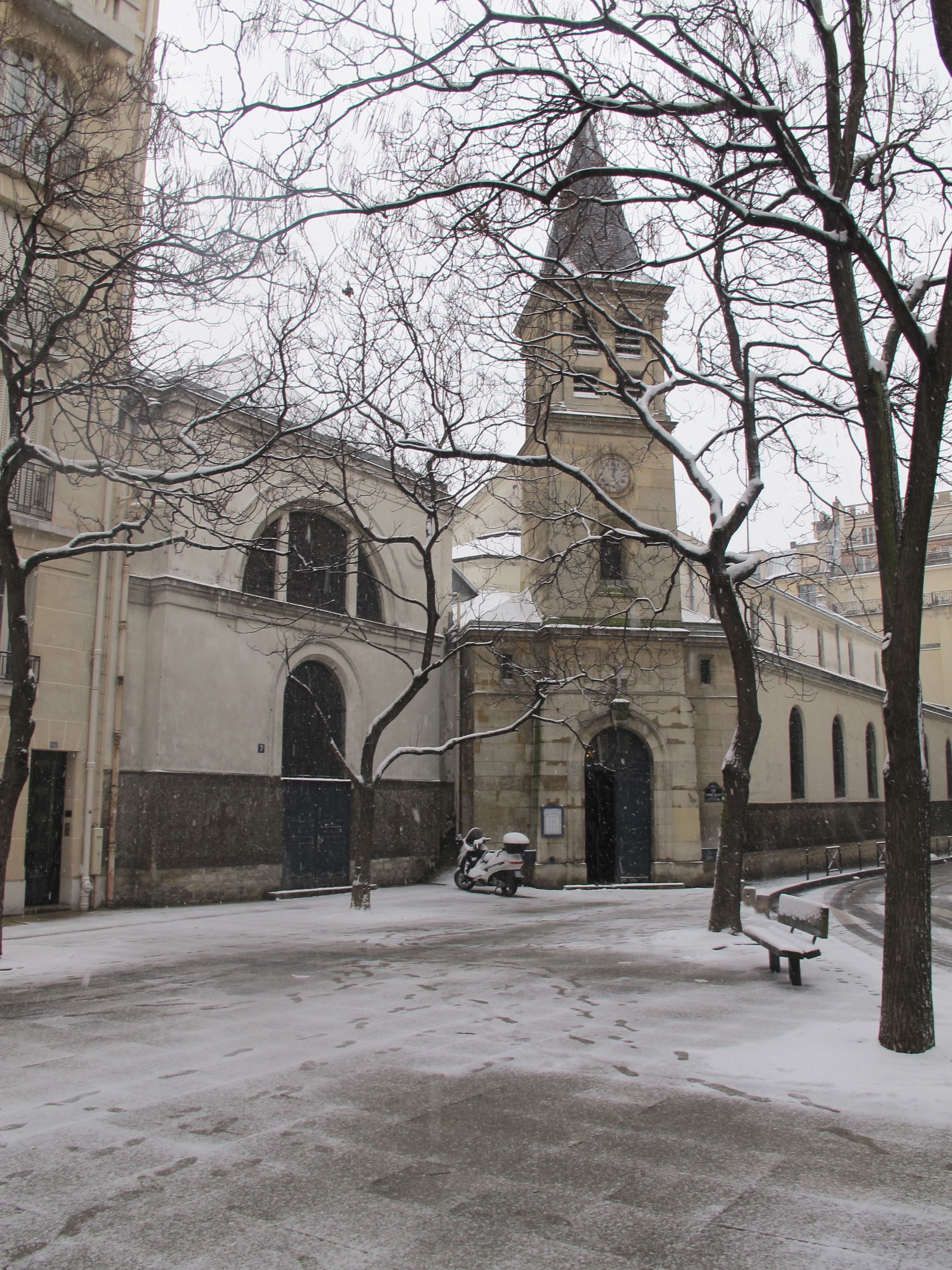
Église Notre-Dame-de-Grâce de Passy.
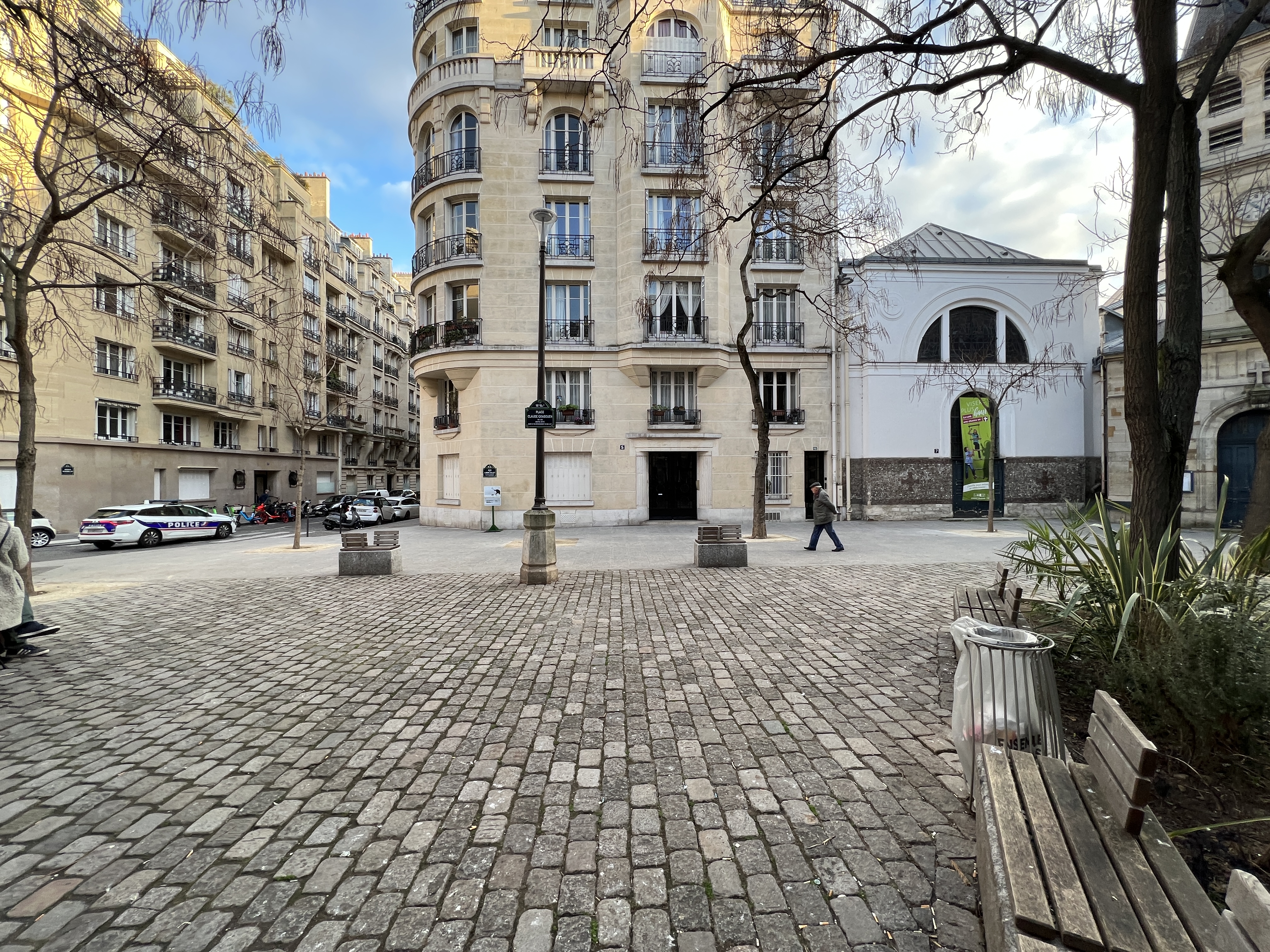